# Partido Unitário

Bandeira argentina dos exilados unitários de Montevidéu, usada como bandeira mercante em navios, até 1852

Bandeira argentina dos exilados Unitários de Montevidéu, usada como bandeira de guerra até 1852

Unitários era um partido político de tendência liberal, aliado à Grã-Bretanha, que defendia a necessidade de um governo centralizado nas Províncias Unidas do Rio da Prata, chamadas Provincias Unidas en Sud América na Declaração da Independência depois da denominada República Argentina, no século XIX.
O unitarismo derivou do centralismo dos tempos da independência e do modelo de estado centralizado que oferecia a França napoleônica, e considerava que a Nação pre-existia às províncias, e que estas eram simples divisões internas com escassa autonomia, pensamento contraposto ao dos federalistas, que propugnavam maior descentralização. O unitarismo tinha sua correlação nos colorados do Uruguai, enquanto o federalismo correspondia aos blancos no Uruguai.